# Bennachie
Bennachie är ett berg i Storbritannien.   Det ligger i kommunen Aberdeenshire och riksdelen Skottland, i den norra delen av landet, 700 km norr om huvudstaden London. Toppen på Bennachie är 1 732 meter över havet.
Terrängen runt Bennachie är varierad. Bennachie är den högsta punkten i trakten. Runt Bennachie är det ganska glesbefolkat, med 43 invånare per kvadratkilometer. Närmaste större samhälle är Kemnay, 9,1 km sydost om Bennachie. I omgivningarna runt Bennachie växer i huvudsak blandskog.